# Kenning
Kenning er en flerleddet, poetisk omskrivning, især kendt fra angelsaksisk og norrøn skjaldekunst, hvor et navneord erstattes med et andet, som på en vis minder om det, man har i tankerne. Edda-kvadene har få kenninger, som derimod særpræger skjaldedigtningen.
Ordet "kenning" stammer fra norrønt kenna (= at kende, vide, navngive med en kenning), af den indoeuropæiske rod *gnō-.
Professor Arthur Quiller-Couch ved Cambridge-universitetet udtalte sig i 1913 meget skarpt mod angelsaksisk poesi pga brugen af kenninger, "det prætentiøse nummer med at kalde alle ting "bort fra deres rette navne" for den litterære effekts skyld, som om havet forbedres ved at blive omformuleret til "sælernes område"."

## Eksempler
Kenningen "apostlenes heste" kendes fra moderne dagligtale i betydningen "ben". Kameler kaldes ofte "ørkenens skibe". Den ældste bevarede kenning skriver sig fra folkevandringstiden, på brakteaten fra Tjurkö i Blekinge. Teksten kan transkriberes sådan: Wute runor an walhakurne HeldaR Kunimundiu (= Heldar gjorde runer for Kunimund på det vælske korn.) "Vælsk korn" var en kenning for guld efter historien om Loke i Reginsmål.
Et hovedafsnit i Snorres Edda hedder Skáldskaparmál (= Skjaldskabslære), en lærebog for skjalde med eksempler på mytologiske kenninger. Snorre fortæller, at "Hejmdals hoved" er en kenning for sværd; selv er han blevet gennemboret af en mands hoved, og derfor kaldes et hoved for "Hejmdals skæbne". "Hejmdals sværd" er ellers blevet benyttet af en skjald som betegnelse for "hoved". Sværdet kunne være en "sårstav", der kløvede "hovedhårets høje" dvs. hovedskallerne. Sømændene var "skibslastens plankebrædders beboere", hvor "skibslastens plankebrædder" var fartøjet, mens "beboerne" var søfolkene.
"Hjerte" kunne omskrives med "sindets agern", mens "lig" var "Hugins byg", dvs. "ravnens føde", som de faldne er. Hvis man tænkte sig en kriger som et træ, blev sværdet grenen på det træ. "Krigeren" kunne derfor også kaldes "sværdtræet". Men et sværd, der hugger, kan tænkes som en ild, der brænder og efterlader sår. Et sværd kunne derfor kaldes "sårild", og "Der stod sårild-træet" skulle forstås som "Der stod krigeren med sit sværd". Odin sagdes en gang at have hængt sig i verdenstræet Yggdrasil for å få visdom. Et træ kan derfor også kaldes "Odins galge". Kenningen "sårild-Odinsgalgen" betød dermed også "sværdtræet" og igen, "krigeren med sit sværd".
I sin hyldest til Harald Hårfager, Glymdråpa, skabte Torbjørn Hornkløve kenningen, hvor himmelen kaldes "solens højsæde". Denne formel blev gentaget af både Eyvind Skaldaspillir og Hallfred Vanrådeskjald, og optræder i prosaform på runesten i Danmark.
Kenninger kunne være så snørklede, at de fremstår som nærmest ugennemtrængelige. Den længste, overleverede kenning består af otte led: nausta blakks
hlémána gífrs drifu gimslöngvir, og findes i Dråpa om Toralv Skolmsson (Þórálfs drápa Skólmssonar), gengivet i Håkon den godes saga, hvor Toralv Skolmsson er blandt deltagerne i slaget ved Fitjar på Stord omkring 961. Kenningen betyder simpelthen "krigeren", men er omskrevet til "kasteren af ilden fra jættekonens storm fra den beskyttende måne hos bådhusenes hest".
En kortere kenning for "kriger" er "kampens træstamme". Eyvind Skaldaspillir hyldede kong Håkon den Gode med kenningen "Ales galtes stormbyges træstamme" - hvor "Ales galte" viser til sagnkongen Ales hjelm, der var kendt under navnet "Hildesvin" eller "Hildegalt". Det næste led blev dermed "hjelmens stormbyge", der var en kenning for "kamp" - en stormbyge af pile og spyd. Det tredje led blev dermed "kampens træstamme" - dvs. krigeren.
Guld kunne af skjaldene kaldes
- Fullas hovedgærde
  - fordi gudinden Fulla gik med et guldsmykke omkring sit hoved,
- Frodes mel
  - fordi kong Frode havde en kværn, som Fenja og Menja malede guld frem af,
- oddergæld
  - fordi Loke, Odin og Høner engang måtte dække et odderskind med guld for at købe sig fri, og
- vælsk korn
  - kendt fra Tjurkö-brakteaten fra omkring år 500.[12]

Havet kunne omtales som
- fiskenes seng
- skibenes glatte sti
- ringen om øerne
- søkongens skråninger
- hvalhuset
- søbrusets land
- Jordens blod
- kystlinjens skummende øl

"Kampen" kunne omskrives til "sværdstævnet" eller "spydenes uvejr". Ulve kunne kaldes "Vidres hunde", hvor man måtte have kendskab til, at Vidre var ét af Odins navne. Ulvene tænktes at strejfe på slagmarkerne efter de faldne.
Blandt andre kenninger kan nævnes
- havhest = skib
- brændingesvin = skib
- kampens ild = sværd
- blod-orm = sværd
- Fornjots søn (jotnen Ægir) = vind
- lig-gøg = ravn
- himmelbjerge = skyer
- Odins galge = træ
- Månens søster = Solen

Månen brugtes i flere kenninger. "Kampmåne" var en kenning for skjold; "øjenvippernes måne" var en kenning for "øje". Ennimáni (= pandemåne) var også en kenning for "øje".
I Beowulf-kvadet omtales blod som "kamp-sved", og døden som "sværdets søvn". Beowulfs navn var i sig selv en kenning; det betød "bi-ulv", som igen var en kenning for "bjørn"; bjørnen spiser jo honning.

## Drottkvætt
I drottkvætt-stilen er kenningerne tit kombinerede, så de enkelte led igen er omskrevet.
En virtuos i brugen af kenninger var Eyvind Skaldaspillir. Dog er Egill Skallagrímsson den skjald, som har efterladt de fleste nydannelser og kenninger, som kan tilregnes en enkelt person, nok ikke uden forbindelse med, at forholdsvis megen af hans poesi er blevet bevaret. I hans digt Höfuðlausn (= "Hovedløsningen") forekommer der f.eks. 21 ord, som ellers ikke er kendt. Det skyldes nok, at Eigill, enten han ville eller ej, måtte komponere et digt til ære for Erik Blodøkse. Opgaven var ham meget imod, og digtet lyder usædvanligt hult, selv for denne konge- og høvdingehyldingers æra. Det bødede han på med en usædvanlig opfindsomhed, hvad digtets ydre form angik, indbefattet mange smukke, nye ord. Det indfører også noget helt nyt i norrøn lyrik: Digtet har enderim ved siden af det traditionelle bogstavrim. Enderimet kan Egill have fået kendskab til fra kristen poesi, han hørte under sine besøg i England.